# Bajram Kosumi
Bajram Kosumi (født 20. marts 1960) er en Kosovo albansk politiker. 
Han har – som studenteraktivist – været fængslet i 10 år af serbiske myndigheder fra 1981 til 1991, arbejdet som journalist og deltaget i guerilla-krigen mod Serbien som sygehjælper og uden at bære uniform eller våben.
Han blev næstformand i Alliancen for Kosovos Fremtid (på engelsk: The Alliance for the Future of Kosovo) og udpeget til premierminister i 2005, da Ramush Haradinaj trådte tilbage efter at være blevet sigtet af Det internationale tribunal til pådømmelse af krigsforbrydelser i det tidligere Jugoslavien.
Bajram Kosumi trådte tilbage som premierminister 1. marts 2006 og blev 10. marts 2006 erstattet af Agim Çeku, der var militær leder af modstandsbevægelsen UÇK.